# Eichen (Emtmannsberg)
Eichen ist ein Gemeindeteil der Gemeinde Emtmannsberg im Landkreis Bayreuth (Oberfranken, Bayern). Eichen liegt in der Gemarkung Birk.

## Lage
Die Einöde liegt am Westhang einer Erhebung im Birker Pfarrwald. Ein Anliegerweg führt nach Birk (0,5 km westlich).

## Geschichte
Gegen Ende des 18. Jahrhunderts gehörte Eichen zur Realgemeinde Birk. Die Hochgerichtsbarkeit stand dem bayreuthischen Stadtvogteiamt Creußen zu.
Von 1797 bis 1810 unterstand der Ort dem Justiz- und Kammeramt Pegnitz. Nachdem im Jahr 1810 das Königreich Bayern das Fürstentum Bayreuth käuflich erworben hatte, wurde Fickmühle bayerisch. Infolge des Ersten Gemeindeedikts wurde Eichen 1812 dem Steuerdistrikt Birk und der Ruralgemeinde Birk zugewiesen. Im Rahmen der Gebietsreform in Bayern wurde Eichen am 1. Mai 1978 in die Gemeinde Emtmannsberg eingegliedert.